# Peter Franzén
Peter Wilhelm Franzén (ur. 14 sierpnia 1971 w Keminmaa) – fiński aktor i reżyser filmowy i telewizyjny. Za rolę młodego fińskiego żołnierza Mertsi w filmie Bohater (Koirankynnen leikkaaja, 2004) otrzymał fińską nagrodę Jussi jako najlepszy aktor.

## Filmografia

### Filmy fabularne
- 1993: Matokuningas jako Iiro
- 1994: Kissan kuolema jako Saku
- 1995: Suolaista ja makeaa jako Ile
- 1996: Tie naisen sydämeen jako Kauko Kinnunen
- 1997: Outo tehtävä (TV) jako Jeremias
- 1997: Hyvän tekijät jako Risto Kivi
- 1997: Jäänmurtaja jako Huutaja
- 1998: Kuningasjätkä jako Kottarainen
- 1998: Wędrowne ptaki... Podróż do Inari (Zugvögel – ... einmal nach Inari) jako kochanek Lako
- 1999: Jakkulista feministi (TV) jako Kundi, Ari
- 1999: Rikos & rakkaus jako Konstaapeli Jussi Rosenström
- 1999: Rukajärven tie jako Pułkownik Eero Perkola
- 2000: Bad Luck Love jako Reino
- 2000: Badding jako Ossi
- 2001: Emmauksen tiellä jako Mankka-Arvi
- 2001: Drakarna över Helsingfors jako Sammy Ceder
- 2001: Troll jako Lakeija
- 2002: Imiona wyryte w granicie (Nimed marmortahvlil) jako Sulo A. Kallio
- 2002: Kuutamolla jako Marko
- 2003: Pahat pojat jako Otto Takkunen
- 2003: Rånarna jako Juha / Jarkko
- 2004: Muzyka popularna z Vittuli (Populärmusik från Vittula) jako głos z Finlandii
- 2004: Täna öösel me ei maga jako Harri
- 2004: Hotet jako Magnus
- 2004: Honey Baby jak Waiter
- 2004: Bohater (Koirankynnen leikkaaja) jako Mertsi Arhippa Vepsäläinen
- 2006: Pechowy cadillac (Babas bilar) jako Pekka Kukka
- 2006: Tajemnica wilka (Suden arvoitus) jako Antero Venesmaa
- 2006: Matti jako Nick Nevada
- 2007: Ślady zbrodni (Cleaner) jako Oficer policji Bronson
- 2007: Red Is the Color of jako David Stellar
- 2007: Alibi jako Rod Bryant
- 2008: Trzech mędrców (Kolme viisasta miestä) jako Święty Mikołaj
- 2010: Księżniczka (Prinsessa) jako Saastamoinen
- 2010: Harjunpää i kapłan zła (Harjunpää ja pahan pappi) jako Rikosylikonstaapeli Timo Harjunpää
- 2012: Vares – Ścieżka prawości (Vares – Kaidan tien kulkijat) jako Taisto Raappana
- 2012: Droga na północ (Tie pohjoiseen) jako Pertti Paakku
- 2012: Oczyszczenie (Puhdistus) jako Hans Pekk
- 2013: Powiem ci wszystko (Kerron sinulle kaiken) jako Sami Suutari
- 2013: Serce lwa  (Leijonasydän) jako Teppo
- 2013: Tumman veden päällä jako Kake
- 2015: Gunman: Odkupienie (The Gunman) jako Reiniger

### Seriale telewizyjne
- 1994: Puukoi – głos
- 1996: Maigret jako Leo Liikanen
- 1997: Ota ja omista jako Mika
- 1997: Samppanjaa ja vaahtokarkkeja jako Raimo Salmela
- 1997: Tähtilampun alla jako Ville
- 1999: Dzika rodzinka (The Wild Thornberrys) jako Strażnik (głos)
- 2000: Susi rajalla jako Aki-Petteri Nyberg
- 2000: Mustan kissan kuja jako A-P Nyberg
- 2001: V.I.P. jako Nazista
- 2004: CSI: Kryminalne zagadki Miami jako Ivan Radu
- 2006: Isabella jako Andreas
- 2016: Wikingowie (Vikings) jako Król Harald Finehair
- 2016: Beck jako Risto Kangas